# Berenice arguta
Berenice arguta är en klockväxtart som beskrevs av Louis René Tulasne. Berenice arguta ingår som enda art i släktet Berenice och familjen klockväxter. Inga underarter finns listade i Catalogue of Life.

## Bildgalleri

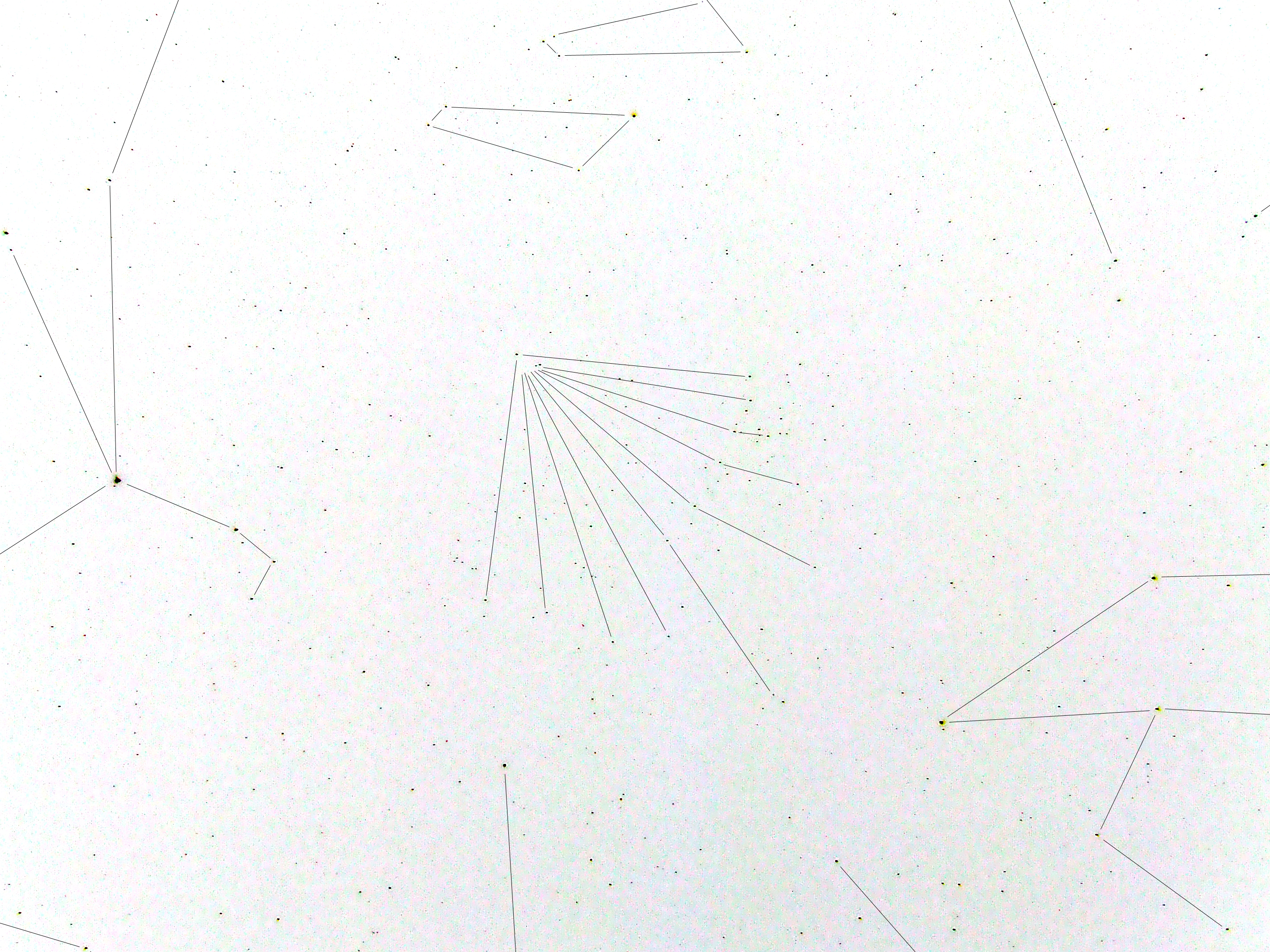
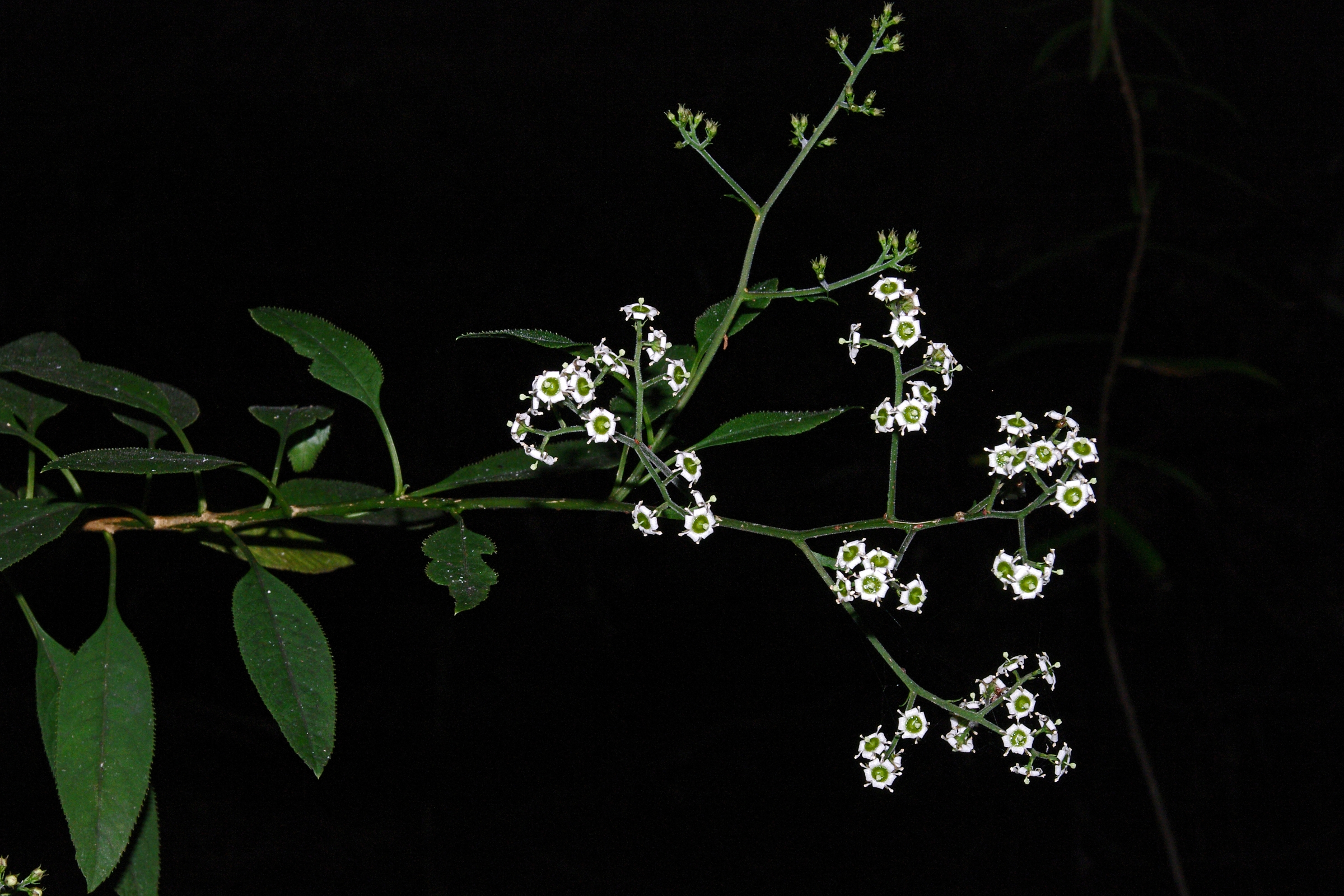